# Wide Field Infrared Explorer
Wide Field Infrared Explorer o WIRE es un observatorio espacial de la NASA dedicado a observar en el espectro infrarrojo. Fue lanzado el 5 de marzo de 1999 y forma parte del programa SMEX (Small Explorer Program). 
Los objetivos de WIRE eran:
1. determinar qué fracción de la luminosidad del Universo a un desplazamiento al rojo de 0,5 y mayor era debido a galaxias con una gran tasa de nacimientos estelares
2. determinar si las protogalaxias luminosas son comunes a desplazamientos al rojo menores que 3
3. crear un catálogo mayor que el del observatorio IRAS
4. realizar un reconocimiento celeste con una sensibilidad 500 veces mayor que la del IRAS a 12 y 25 μm

La nave está estabilizada en los tres ejes, con una precisión de 2 minutos de arco en el apuntado. Los paneles solares generan una potencia de 170 vatios usando células solares de arseniuro de galio, que alimentan una batería de níquel-cadmio con una capacidad de 9 amperios-hora. El sistema de control utiliza un procesador 80386 con 99 MB de memoria. La transmisión de datos se realiza con un transpondedor de 5 vatios en banda S.
El instrumento principal es un telescopio Cassegrain de 30 cm de apertura con un límite de difracción de 25 μm, sin partes móviles. La óptica debería haber sido enfriada a 19 Kelvin y los detectores a 7,5 Kelvin mediante el uso de 3 kg de hidrógeno sólido.
El lanzamiento tuvo lugar sin problemas, pero después de la inserción en órbita la cobertura que protegía el hidrógeno sólido fue eyectada prematuramente, provocando la eyección de hidrógeno gaseoso, impartiendo impulso a la nave y haciendo que girase descontroladamente a una velocidad de hasta 60 rpm. El control de tierra consiguió controlar el giro de la nave una vez que el hidrógeno se hubo agotado, pero la misión científica ya no podía tener lugar al no quedar hidrógeno sólido con el que enfriar los instrumentos. Las operaciones se redirigieron al uso del rastreador de estrellas de la nave para realizar observaciones a largo plazo del brillo de algunas estrellas brillantes y hacer estudios de astrosismología.

## Parámetros orbitales
- Perigeo: 537 km
- Apogeo: 582 km
- Inclinación orbital: 97,5 grados